# Morze Weddella
Morze Weddella (ang. Weddell Sea, hiszp. Mar de Weddell) – morze przybrzeżne będące częścią Oceanu Południowego, położone u wybrzeży Antarktydy między Półwyspem Antarktycznym na zachodzie i Ziemią Coatsów na południowym wschodzie, nazwane na cześć żeglarza Jamesa Weddella (1787–1834), który spenetrował akwen w 1823 roku.

## Geografia
Morze Weddella jest morzem przybrzeżnym będącym częścią Oceanu Południowego i najbardziej na południe wysuniętą częścią Oceanu Atlantyckiego. 
Leży między Półwyspem Antarktycznym na zachodzie i Ziemią Coatsów na południowym wschodzie. Od północy graniczy wzdłuż równoleżnika 60°S z Morzem Scotia. Na południu akwen ograniczają Lodowiec Szelfowy Filchnera i Lodowiec Szelfowy Ronne . Jeśli za wschodnią granicę przyjmie się linię prostą łączącą przylądek Norvegiaodden na Wyspie Bouveta z Sandwichem Południowym, to morze zajmuje powierzchnię około 2,8 milionów km², a jego objętość wynosi 7,6 milionów km³ (ok. 0,5% światowego oceanu). 
Jego średnia głębokość wynosi 2878 m, a maksymalna 6820 m . Na zachodzie i południu znajduje się głęboki do ok. 500 m szelf antarktyczny . Szelf kontynentalny w innych częściach świata sięga ok. 200 m, duża głbokość szelfu antarktycznego spowodowana jest naciskiem anatryktycznej pokrywy lodowej. Szelf ma do 50 km szerokości na wschodzie, ok. 500 km na południu i ok. 100 km na zachodzie.  

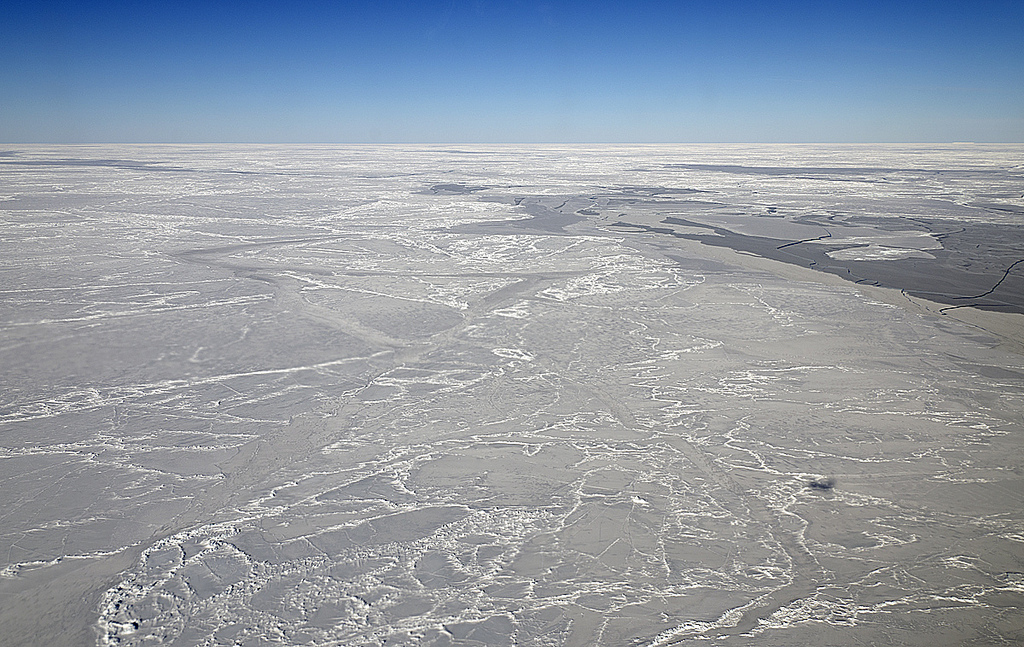
Morze Weddella pokryte spękanym lodem, 2011

Morze Weddella charakteryzuje się długotrwałą obecnością lodu, przy czym najmniej lodu występuje w marcu a najwięcej we wrześniu. Lód wieloletni utrzymuje się w zachodniej części akwenu, gdzie pokrywa lodowa sięga 2,5 m. Na wschodzie morze wolne jest od lodu w okresie letnim. W strefie przybrzeżnej (o szerokości ok. 50 km) występują lodowce szelfowe (m.in. Lodowiec Szelfowy Ronne, Filchnera i Larsena), połynie i paki lodowe. Lód na morzu dryfuje wskutek ruchu cyrkulacyjnego wiru Weddell Gyre. 
W Morzu Weddella tworzy się zimna, bogata w tlen, gęsta woda zasilająca antarktyczną wodę przydenną, która przemieszcza się nad dnem Oceanu Atlantyckiego do równika i  także w głębiny Oceanu Indyjskiego . 
W ciągu ostatnich pięciu lat letnia pokrywa lodowa Morza Weddella zmalała o jedną trzecią – obszar odpowiadający dwukrotnej powierzchni Hiszpanii. Było to spowodowane potężnymi sztormami podczas lata 2016/2017, które przyciągnęły ciepłe powietrze, topiąc wielkie połacie lodu morskiego i umożliwiając absorpcję ciepła słonecznego przez wody morza, przez co temperatura wody wzrosła i nadal utrzymuje się na tym podwyższonym poziomie . Ponadto wskutek działalności silnych wiatrów i niespotykanego ciepła pojawiła się ponownie połynia nad podwodnym szczytem Maud Rise, która ostatni raz obserwowana była w połowie lat 70. XX w.  Z uwagi na duże, cykliczne wahania pokrywy lodowej, nie można jeszcze stwierdzić czy jest to zjawisko czasowe, czy permanentne .   
Morze Weddella leży w strefie klimatu polarnego . Występują tu wieloryby, foki i pingwiny, które żerują w wodach bogatych w ryby, kałamarnice i szczętki (kryl). Najbardziej obfite w szczętki wody znajdują się m.in. w północno-wschodniej części akwenu oraz w regionie Maud Rise. Występowanie kryla zależy bezpośrednio od pokrywy lodowej, na której gromadzą się glony i bakterie, którymi żywią się szczętki. 
W obszarze Morza Weddella gniazduje 300 tys. par burzykowatych i 15 kolonii pingwinów cesarskich. Odnotowano tu występowanie 6 gatunków fok (m.in. weddelki arktyczne  i krabojady focze) i 12 gatunków wielorybów (m.in. humbaki, orki, płetwale błękitne i płetwale antarktyczne). 90% ryb w wodach Morza Weddella należy do gatunku Pleuragramma antarcticum. Na dnie morza żyje ok. 14 tys. gatunków zwierząt.
W 2016 roku Niemcy zwróciły się do Komisji ds. zachowania żywych zasobów morskich Antarktyki z propozycją objęcia Morza Weddella ochroną. Region Morza Weddella, który jest w relatywnie niskim stopniu dotknięty zmianami klimatycznymi może stać się ostoją dla gatunków antarktycznych.   

## Historia

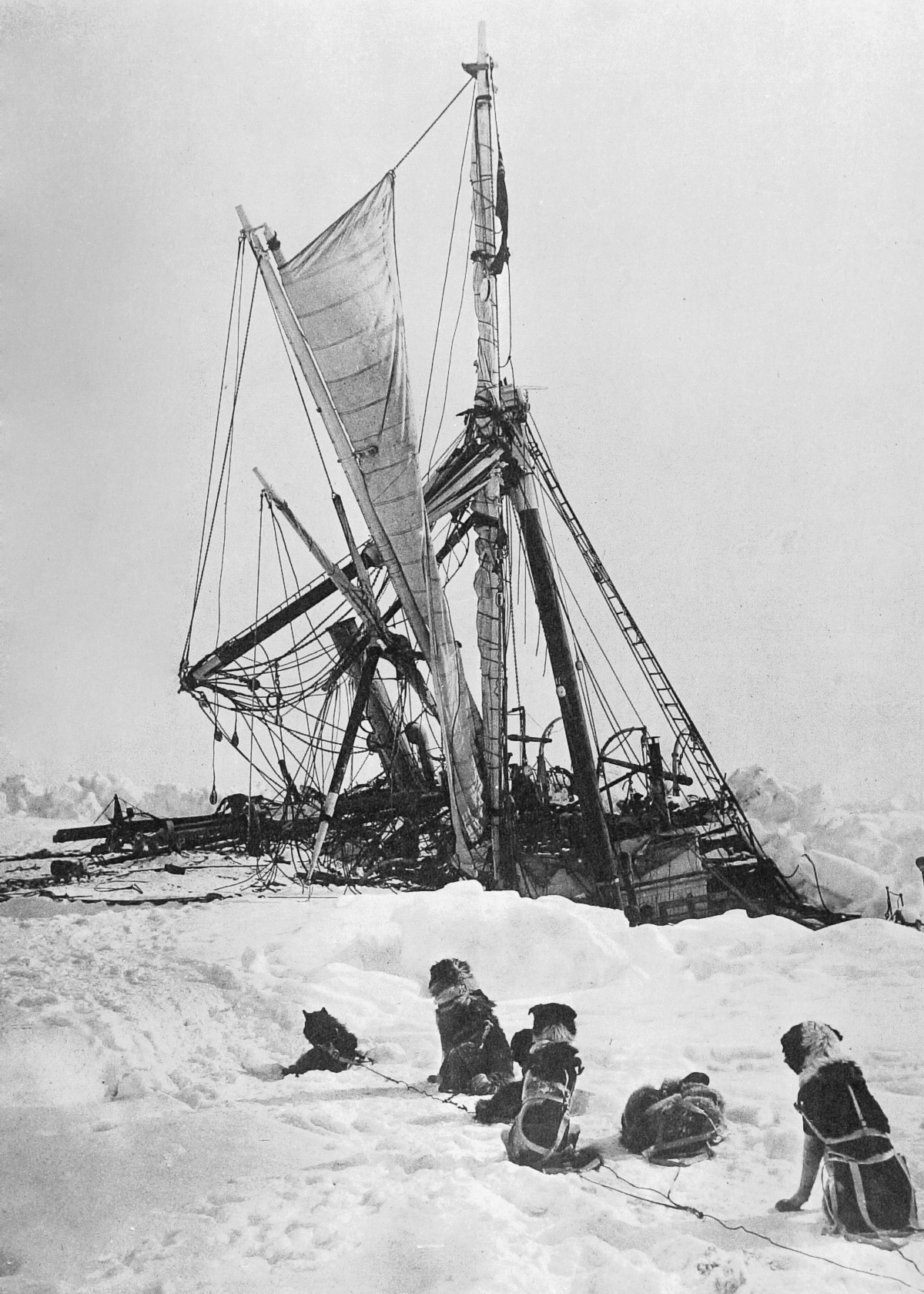
Tonący statek „Endurance” zgnieciony przez masy lodu, 1915

Obecność lodu utrudniała eksplorację akwenu przez statki . 
Encyclopædia Britannica podaje, że w 1820 roku na wody morza wpłynął irlandzki żeglarz i oficer Royal Navy Edward Bransfield (1785–1852), jednak został zatrzymany przez lód przy północno-wschodniej Ziemi Grahama . W 1823 roku, w sprzyjających warunkach niewielkiej ilości lodu, angielski żeglarz i oficer Royal Navy James Weddell (1787–1834) spenetrował akwen, osiągając 20 lutego 1823 roku  szerokość 74°15'S – był to najdalej na południe wysunięty punkt, do którego dotarł wówczas człowiek. Weddell nazwał akwen Morzem Jerzego IV . Nazwa Morze Weddella została wprowadzona w 1900 roku  .
Pierwsze badania oceanograficzne na Morzu Weddella przeprowadzono w latach 1903–1904 w ramach Szkockiej Wyprawy Antarktycznej pod kierownictwem Williama Speirsa Bruce'a (1867–1921) . W latach 1910–1912 obszar Morza Weddella badała niemiecka ekspedycja pod kierownictwem Wilhelma Filchnera (1877–1957), która zmapowała Wybrzeże Leopolda – część wybrzeża Ziemi Coatsów i odkryła lodowiec nazwany później na cześć Filchnera . 
W 1915 roku statek Imperialnej Wyprawy Transantarktycznej pod kierownictwem Ernesta Shackletona (1874–1922) – „Endurance” został uwięziony w lodzie u Wybrzeża Leopolda i zgnieciony przez masy lodu . Załoga zdołała się uratować .   
W latach 1956–1958 na południowym i południowo-wschodnim wybrzeżu wzniesiono kilka stacji polarnych .  
Prawa do Morza Weddella roszczą Argentyna, Wielka Brytania i Chile.